# Berberis bealei
Espèce
Synonymes
- Berberis japonica (Fortune) Skeels[2]
- Berberis japonica Lindl.[1]
- Mahonia japonica var. bealei (Fortune) Fedde[1]

Berberis bealei est une espèce de plantes à fleurs de la famille des Berberidaceae. C’est un arbuste originaire de Chine.
Anciennement classé dans le genre Mahonia, cette espèce est Berberis bealei Fortune .

## Description

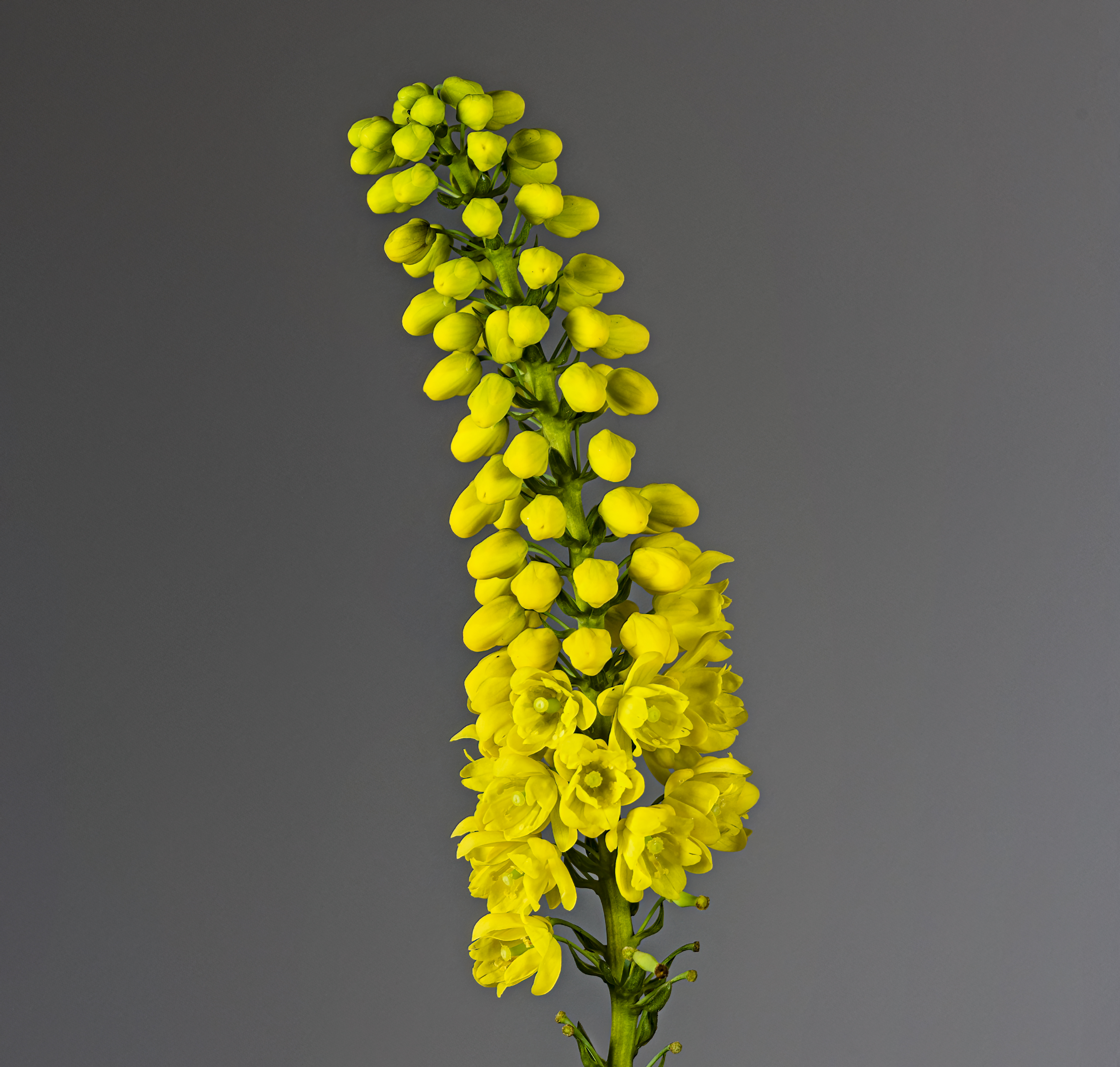
Inflorescence.
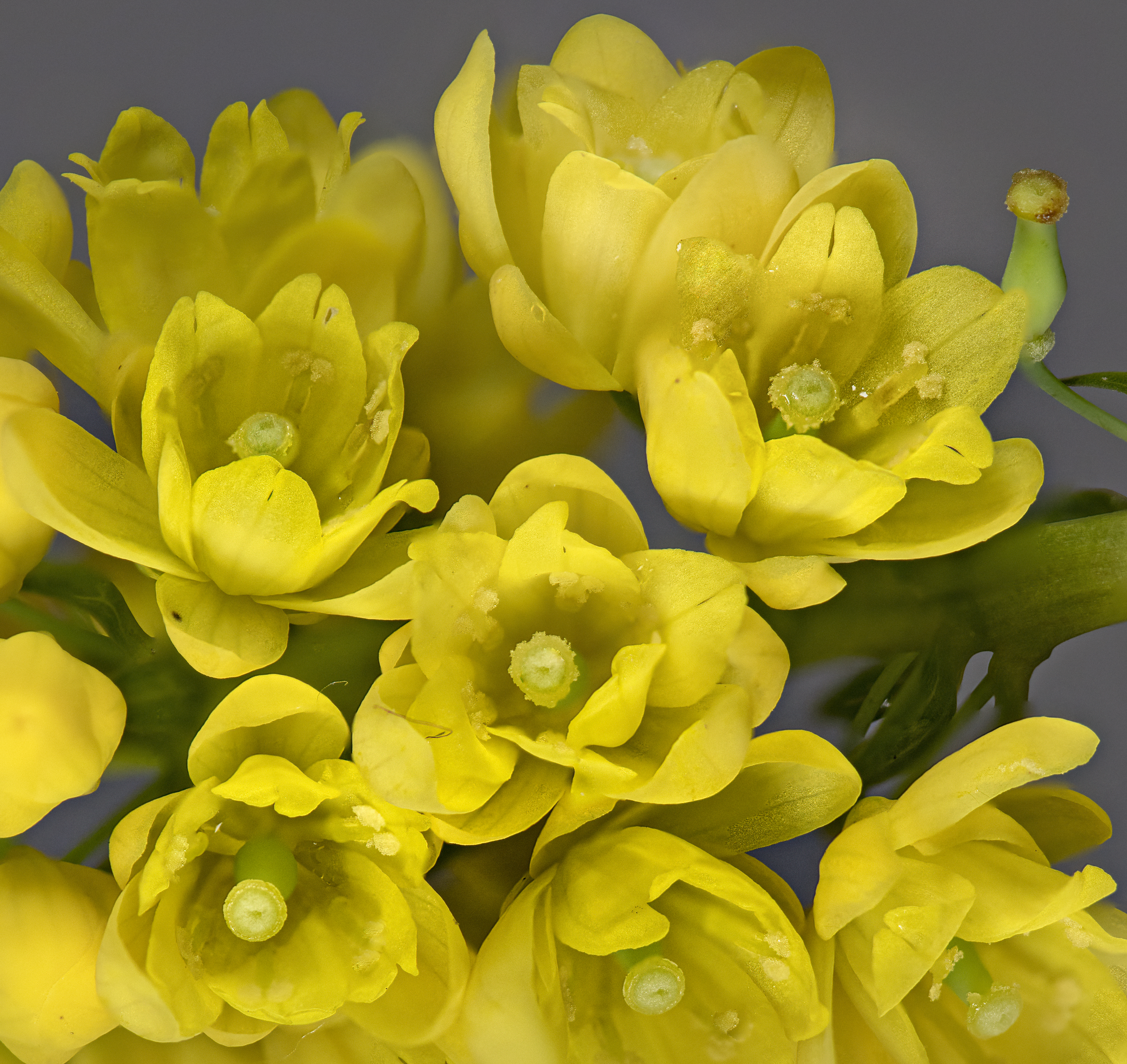
Fleurs.

## Répartition
Chine (Anhui, Fujian, Guangdong, Guangxi, Henan, Hubei, Hunan, ?Jiangsu, Jiangxi, Shaanxi, Sichuan, Zhejiang).

## Synonymes
Cette espèce a pour synonymes : 
- Mahonia bealei Fortune[1],[3] [2],[4]
- Berberis japonica (Fortune) Skeels[2]
- Berberis japonica Lindl.[1]
- Mahonia japonica var. bealei (Fortune) Fedde[1]

## Liste des variétés
Selon Tropicos (11 novembre 2018) :
- variété Mahonia bealei var. planifolia (Hook. f.) Ahrendt